# Ceratopteris cornuta
Ceratopteris cornuta är en kantbräkenväxtart som först beskrevs av Ambroise Marie François Joseph Palisot de Beauvois, och fick sitt nu gällande namn av Le Prieur. Ceratopteris cornuta ingår i släktet Ceratopteris och familjen Pteridaceae. Inga underarter finns listade.

## Bildgalleri

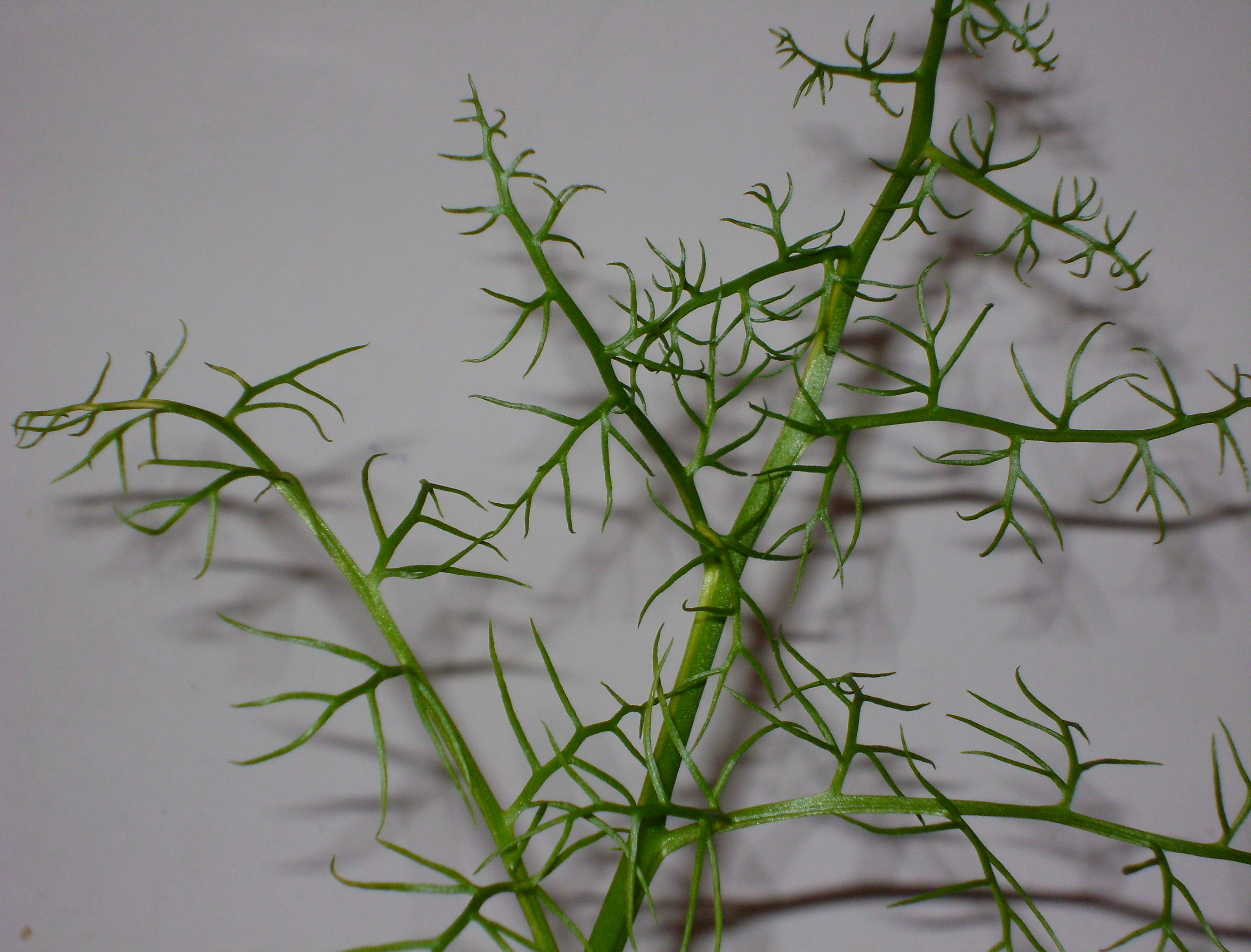
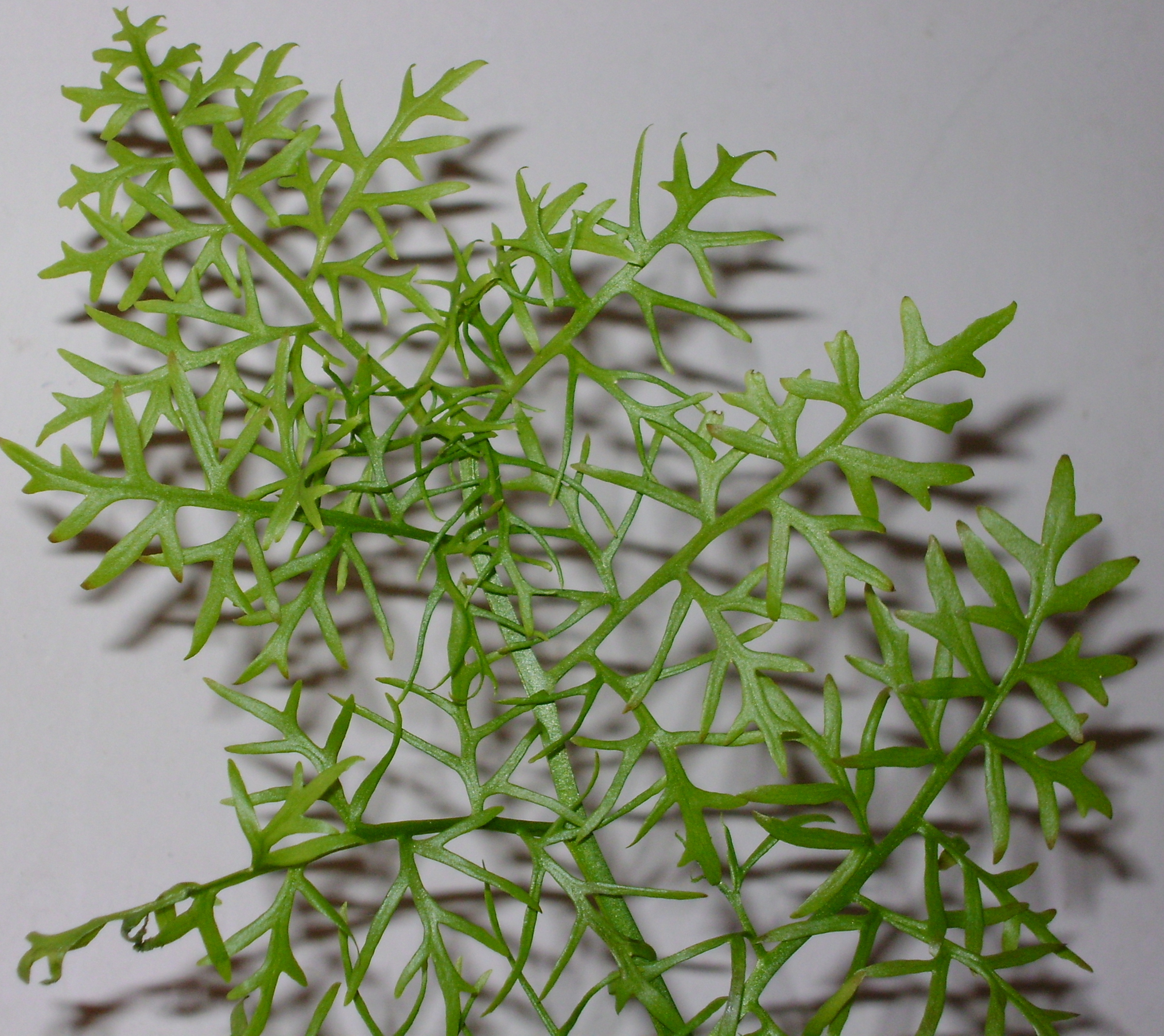
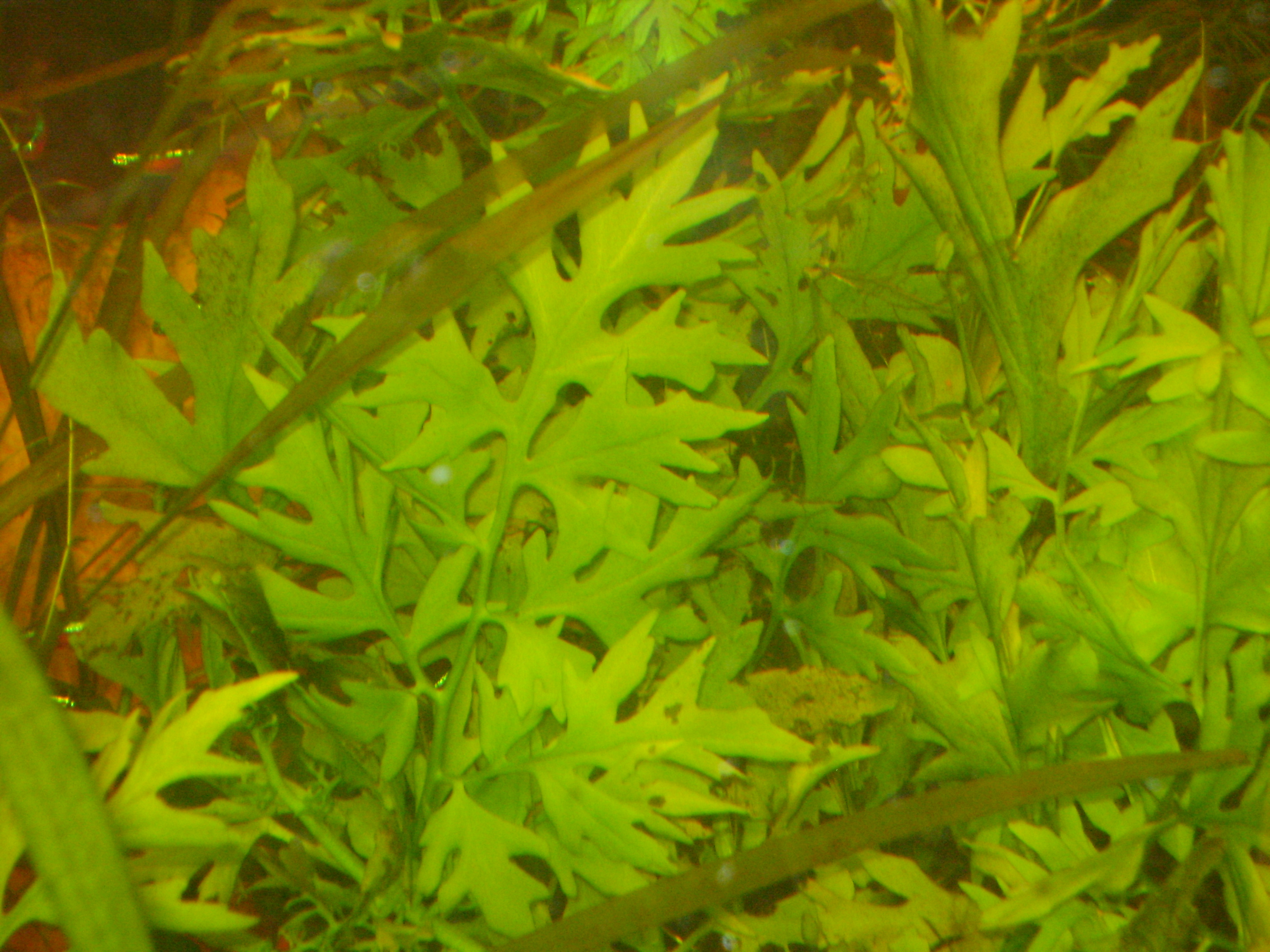
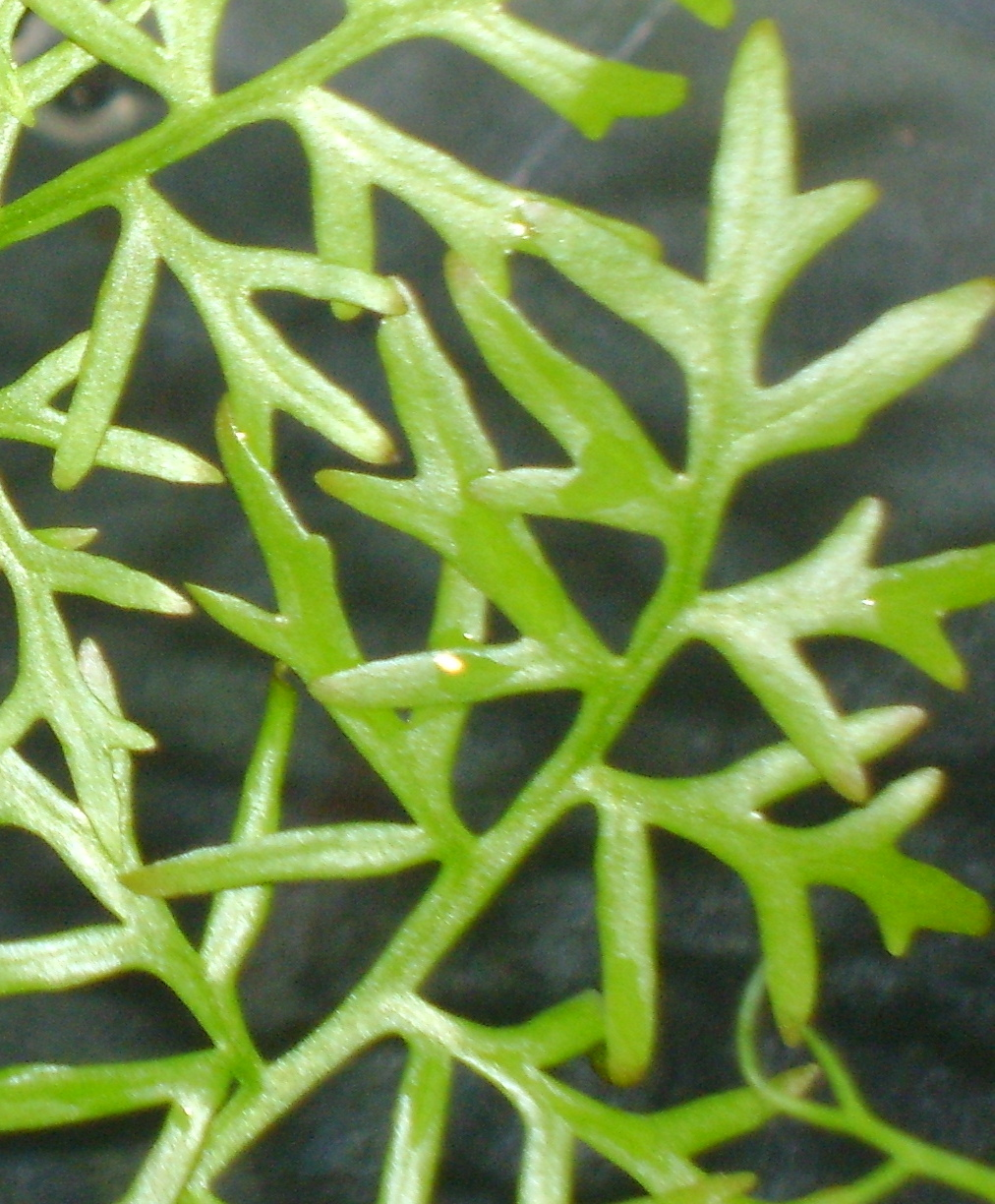